# Jacob Stephan Augustynowicz
Jacob Stephan Augustynowicz, auch Jakub Stefan Augustynowicz (* 30. Dezember 1701 in Lemberg; † 11. Januar 1783 ebenda) war ein armenisch-katholischer Geistlicher und Erzbischof der Erzeparchie Lemberg (Armenier). 

## Leben
Jacob Stephan Augustynowicz war der Sohn von Gregor Augustynowicz (* 1660) und dessen Ehefrau Anna (* 1664; † 1751).
Sein Onkel war der armenische Erzbischof Johann Tobias Augustynowicz.
Er immatrikulierte sich 1719 zu einem Theologiestudium an der Universität Rom und promovierte zum Doktor der Philosophie und Theologie, um danach 1725 nach Lemberg zurückzukehren.
1737 wurde er zum Bischof des Titularbistums Aegae und zum Koadjutor des Lemberger Erzbischofs sowie 1751, nachdem sein Onkel verstorben war, als dessen Nachfolger der armenisch-katholischen Erzeparchie in Lemberg ernannt.
1778 ließ er, nach dem großen Brand im armenischen Viertel in Lemberg, aus eigenen Mitteln den Bischofspalast bei der Armenischen Kathedrale restaurieren und vergrößern, dazu wurden die Priesterwohnungen, der Domturm, das Archiv des Benediktinerklosters und das Krankenhaus wiederaufgebaut.
1782 führte er in der polnisch-armenischen katholischen Kirche den Gregorianischen Kalender ein.
In seinem Testament verfügte er, dass jeder Priester des Kapitels 100 Gulden und die armenischen Nonnen der Erzeparchie Lemberg für die Wiederherstellung des Klosters 400 Gulden erhalten solle. Weiterhin verfügte er, dass für die vier Anniversarien 10.000 Gulden aufgewendet werden sollten.
Er hinterließ mehrere Manuskripte, darunter die sechsbändige Schrift Manuscripta theologica Jacobi Augustynowicz ab anno 1723 ad 1726, die von der Freiheit des Willens, die Konzilien, von mehreren Sakramenten, von der Ehe, das Fegefeuer, über die Barmherzigkeit, Gerechtigkeit und den Verdienst handelt.
Er war der letzte der armenischen Erzbischöfe, der in der Armenischen Kathedrale von Lemberg beigesetzt wurde.
Ein Porträt von Jacob Stephan Augustynowicz, gemalt von Eustachy Bielawski (1740–1804), ist in der Lemberger Gemäldegalerie zu sehen.

## Schriften (Auswahl)
- Manuscripta theologica Jacobi Augustynowicz ab anno 1723 ad 1726.